# Kanton Tassin-la-Demi-Lune
Tassin-la-Demi-Lune is een voormalig kanton van het Franse departement Rhône. 
Op 1 januari 2015 werd de gemeenten onderdeel van de toen opgerichte Métropole de Lyon, waarvan in maart alle kantons opgeheven werden. De gemeenten bleven wel deel uitmaken van het arrondissement Lyon, waarvan de grenzen sinds 1 januari 2015 samenvallen met de Métropole de Lyon.

## Gemeenten
Het kanton Tassin-la-Demi-Lune omvatte de volgende gemeenten:
- Francheville
- Tassin-la-Demi-Lune (hoofdplaats)